# Ethelurgus episyrphicola
Ethelurgus episyrphicola là một loài tò vò trong họ Ichneumonidae.